# Helmuth Osthoff
Helmuth Osthoff (* 13. August 1896 in Bielefeld; † 9. Februar 1983 in Würzburg) war ein deutscher Musikwissenschaftler, Hochschulprofessor und Komponist.

## Leben
Helmuth Osthoff, Sohn des Bankdirektors Heinrich Osthoff und seiner Ehefrau Berta, geb. Tepel, begann bereits während seiner Gymnasialzeit mit einer musikalischen Ausbildung, indem er bei Otto Wetzel in Bielefeld und bei Wilhelm Niessen in Münster Unterricht im Klavierspiel, Musiktheorie, Partiturspiel und Komposition nahm. Nachdem Osthoff von 1915 bis 1918 am Ersten Weltkrieg teilgenommen hatte, studierte er ab 1919 zunächst in Münster und ab 1920 an der Berliner Universität Musikwissenschaft, Kunstgeschichte und Philosophie. 1922 wurde er als Schüler von Johannes Wolf mit seiner Dissertationsschrift Der Lautenist Santini Garsi da Parma zum Dr. phil. promoviert. Nach einer musikalischen Weiterbildung in den Fächern Komposition bei Wilhelm Klatte, Klavier bei James Kwast und Dirigieren bei Gustav Brecher, die er sowohl privat als auch am Berliner Stern’schen Konservatorium absolvierte, war er zunächst von 1923 bis 1926 als Korrepetitor am Leipziger Opernhaus unter Generalmusikdirektor Gustav Brecher tätig.
1926 wurde Osthoff an der Universität Halle Assistent von Arnold Schering und folgte ihm 1928 als dessen Oberassistent an das Musikhistorische Seminar der Berliner Universität. Nachdem sich Osthoff 1932 mit der Schrift Die Niederländer und das deutsche Lied habilitiert hatte, übernahm er 1935 das musikhistorische Lektorat. Ende 1937 wurde er an die Universität Frankfurt am Main berufen, zunächst in Vertretung, ab 1938 als beamteter außerplanmäßiger Professor, Direktor des Musikwissenschaftlichen Instituts und Universitätsmusikdirektor. In dieser Funktion leitete er bis 1963 das Collegium musicum.
Osthoff beantragte am 15. Juli 1937 die Aufnahme in die NSDAP und wurde rückwirkend zum 1. Mai desselben Jahres aufgenommen (Mitgliedsnummer 5.377.680). Ebenso gehörte er der NSV, dem RLB und dem NS-Dozentenbund an und war stellvertretender Leiter des Auslandsamtes des NS-Studentenbundes. Als Teilnehmer an der musikwissenschaftlichen Tagung im Rahmen der Reichsmusiktage 1938 hielt Osthoff ein Referat über das Thema Das Besetzungsproblem in der Musik des Barockzeitalters.
Osthoff hatte enge Kontakte zu Herbert Gerigk, dem Leiter der Hauptstelle Musik beim Beauftragten des Führers für die Überwachung der gesamten geistigen und weltanschaulichen Schulung und Erziehung der NSDAP, Alfred Rosenberg. Noch Mitte 1939 sah ihn Gerigk neben Friedrich Blume, Wolfgang Boetticher, Werner Danckert, Rudolf Gerber, Erich Schenk, Erich Schumann und Rudolf Sonner als Mitautor eines umfangreichen Musiklexikons im Rahmen der geplanten Hohen Schule der NSDAP vor. Mitte August 1939 sagte Osthoff zu. Dieses Projekt zerschlug sich jedoch durch den Beginn des Zweiten Weltkriegs, an dem Osthoff bis 1940 als Leutnant (Reserveoffizier) der Wehrmacht an der Westfront teilnahm. Nach der Besetzung Belgiens war Osthoff in Brüssel stationiert und erhielt am 13. Juli 1940 ein Schreiben Gerigks, in dem sich dieser nach dem Zustand der Brüsseler Musiksammlungen erkundigte und ob die Handschriftenabteilungen unversehrt geblieben seien.
Die Aktivitäten in Belgien verschwieg Osthoff in seiner Selbstdarstellung in der MGG und schrieb nur: „1939/40 war er Kriegsteilnehmer.“
Im Wintersemester 1940/41 nahm Osthoff seine Lehrtätigkeit an der Frankfurter Universität wieder auf, blieb aber Mitarbeiter in der Hauptstelle Musik beim Beauftragten des Führers für die Überwachung der gesamten geistigen und weltanschaulichen Schulung und Erziehung der NSDAP. Noch 1944 wurde Osthoff in einer Beurteilung als „politisch zuverlässig“ eingestuft und dass er „zu den besten Vertretern seines Faches gehört“.
Nach Kriegsende und dem Abschluss des Entnazifizierungsverfahrens konnte Osthoff 1948 wieder seine Lehrtätigkeit am musikwissenschaftlichen Seminar in Frankfurt am Main aufnehmen. 1950 wurde er persönlicher Ordinarius und 1959 ordentlicher Professor. Er unternahm verschiedene Forschungsreisen zur Geschichte der franko-flämischen Musik des 15. und 16. Jahrhunderts. Nach seiner Emeritierung 1964 siedelte er 1973 nach Würzburg über, wo er bis kurz vor seinem Tod an einem Kantatenband der Neuen Bach-Ausgabe arbeitete.
Helmuth Osthoff ist der Vater des Musikwissenschaftlers Wolfgang Osthoff (1927–2008).

## Leistungen
Helmuth Osthoffs Forschungen zur franko-flämischen Musik des 15. und 16. Jahrhunderts mündeten in zahlreichen Einzeluntersuchungen und der zweibändigen Monographie über Josquin Desprez, die nach Meinung seines Biographen Wolfgang Osthoff noch immer als Standardwerk gilt und nur in Details überholt ist. Zusätzlich zu seiner wissenschaftlichen und editorischen Tätigkeit komponierte Helmuth Osthoff Lieder, Kantaten und ein Streichquartett.

## Publikationen (Auswahl)
- Der Lautenist Santino Garsi da Parma : ein Beitrag zur Geschichte der oberitalienischen Lautenmusik am Ausgang d. Spätrenaissance; mit einem Überblick über die Musikverhältnisse Parmas im 16. Jahrhundert und 58 bisher unveröffentlichten Kompositionen der Zeit. Breitkopf & Härtel, Leipzig 1926. Faksimilenachdruck: Breitkopf & Härtel, Wiesbaden 1973.
- Die Niederländer und das deutsche Lied (1400–1640). Junker und Dünnhaupt, Berlin 1938, Faksimilenachdruck mit Nachwort, Korrekturen und Ergänzungen durch den Verfasser, H. Schneider, Tutzing 1967.
- Johannes Brahms und seine Sendung. Erschienen in der Reihe Kriegsvorträge der Rheinischen Friedrich-Wilhelms-Universität Bonn a. Rh., Bonner Universitätsbuchdruck, Bonn 1942.
- Josquin Desprez. Band 1. H. Schneider, Tutzing 1962.
- Josquin Desprez. Band 2. H. Schneider, Tutzing 1965.
- zahlreiche Spezialstudien zu Josquin Desprez.

Aufsätze während der NS-Zeit:
- Die Anfänge d. Musikgeschichtsschreibung in Deutschland. In: Acta Musicologica V, 1933, S. 97–107.
- Einwirkungen d. Gegenreformation auf die Musik des 16. Jh. In: Jb. Peters f. 1934, S. 32–50.
- Friedrich der Große als Komponist. In: Zeitschrift für Musik 103, 1936, S. 917–20, wieder in: Friedrich d. Gr., Herrscher zw. Tradition u. Fortschritt, 1985, S. 179 ff.
- Deutsche Liedweisen und Wechselgesänge im mittelalterlichen Drama. In: Archiv f. Musikforsch. VI, 1942, S. 65–81.
- Die Musik im Drama des deutschen Mittelalters. In: Deutsche Musikkultur 1943, S. 29–40.

Editionen (Auswahl):
- Adam Krieger (1634–1666): Neue Beiträge zur Geschichte des deutschen Liedes im 17. Jahrhundert. Breitkopf & Härtel, Leipzig 1929.
- Rogier Michael, Die Geburt unseres Herren Jesu Christi 1602. 1937, Neuausgabe: Bärenreiter-Verlag, Kassel 1953.
- Rogier Michael, Die Empfängnis unseres Herren Jesu Christi 1602. 1937 (beides auch in: Handbuch der deutschen evangelischen Kirchenmusik, 1935 ff.).
- Johann Sigismund Kusser, Arien, Duette u. Chöre aus „Erindo“. In: Das Erbe deutscher Musik, Landschaftsdenkmale Schleswig-Holstein u. Hansestädte III, 1938;
- Das deutsche Chorlied vom 16. Jahrhundert bis zur Gegenwart, in der Reihe: Das Musikwerk, Arno Volk-Verlag, Köln 1955, Neuauflage: Arno Volk-Verlag, Köln 1960.
- J. S. Bach, Neue Ausgabe sämtlicher Werke I/23: Kantaten zum 16. und 17. Sonntag nach Trinitatis, 1982 (eine der Kantaten herausgegeben von R. Hallmark).

Nachlass
- Briefe von H. Osthoff von 1936 bis 1948 befinden sich im Bestand des Leipziger Musikverlages C.F.Peters im Staatsarchiv Leipzig.